# Spartiniphaga mariae
Spartiniphaga mariae là một loài bướm đêm trong họ Noctuidae.